# Fédération Internationale de Motocyclisme
Die Fédération Internationale de Motocyclisme (FIM), auf Deutsch auch Motorradweltverband genannt, ist die oberste internationale Motorradsport-Organisation, die 90 nationale Verbände repräsentiert und in sechs kontinentale Einheiten gegliedert ist. Die FIM wurde 1904 als FICM gegründet.
Von der FIM werden die fünf Disziplinen Rundstreckenrennen, Motocross, Trial, Enduro und Bahnrennen betreut und 34 Weltmeisterschaften ausgetragen. Abseits des aktiven Rennsports ist die FIM als Repräsentant des Motorradsports in den Bereichen Vermarktung, Sicherheit und Politik tätig.
Für die Umsetzung in nationales Sportrecht sind die jeweiligen FMN (franz.: Fédération de Motocyclisme Nationale, nationale Mitglieds-Föderation der FIM/UEM), zuständig.
Die nationale Sporthoheit und die Umsetzung der FIM-Vorschriften wird in Deutschland durch den Deutschen Motor Sport Bund, in Österreich durch die Austrian Motorsport Federation und in der Schweiz durch die Föderation der Motorradfahrer der Schweiz wahrgenommen.

## Geschichte

Historisches Logo der FIM.

Die FIM ging aus der Fédération Internationale des Clubs Motocyclistes (FICM) hervor, die am 21. Dezember 1904 in Paris gegründet wurde. Die britische Auto-Cycle Union war ein Gründungsmitglied von der FIM. Im Juli 1906 wurde der Verband in Patzau neu gegründet und 1907 vorübergehend aufgelöst. 1912 wurde er, nun mit Sitz in England, wiedergegründet. Das Six Days Reliability Trial im folgenden Jahr war die erste internationale Veranstaltung dieser neuen Organisation.
1949 erfolgte die Namensänderung in Fédération Internationale Motocycliste und es fand die erste Saison der Motorrad-Weltmeisterschaft statt. Das Hauptquartier des Verbands wurde 1959 nach Genf in die Schweiz verlegt. Seit 1994 residiert die FIM im Schweizer Mies in einem Gebäude, das in der Draufsicht einem Motorradreifen ähnelt.
1998 wurde auf einem Kongress in Kapstadt eine erneute Namensänderung in Fédération Internationale de Motocyclisme beschlossen. Im selben Jahr wurde die FIM provisorisch vom Internationalen Olympischen Komitee anerkannt und erhielt 2000 den offiziellen Status als Mitglied.

## Wichtige FIM-Meisterschaften
- Motorrad-Weltmeisterschaft mit Prototypen:
  - MotoGP
  - Moto2
  - Moto3
- Weltmeisterschaft mit seriennahen Motorrädern:
  - Superbike-Weltmeisterschaft
  - Supersport-Weltmeisterschaft
  - Supersport-300-Weltmeisterschaft
- FIM Endurance World Championship
- Supermoto-Weltmeisterschaft
- Enduro
  - Enduro-Weltmeisterschaft
  - Internationale Sechstagefahrt
- Motocross:
  - Motocross-Weltmeisterschaft
  - Seitenwagen-Motocross-Weltmeisterschaft
- Speedway:
  - Speedway-Einzel-Weltmeisterschaft
  - Speedway-Team-Weltmeisterschaft
  - Langbahn-Weltmeisterschaft
  - Langbahn-Team-Weltmeisterschaft

## Die kontinentalen Einheiten und die nationalen Verbände (FMN)
Die nationalen Verbände (FMN) (franz.: Fédération Motocyclisme National, nationale Mitglieds-Föderation der FIM/UEM), sind für die Umsetzung in nationales Sportrecht zuständig.

### Europa
- Europa — FIM Europe (FIM/E)

#### Deutschsprachiger Raum
-  Deutschland — Deutscher Motor Sport Bund e. V. (DMSB)
-  Österreich — Austrian Motorsport Federation (AMF)
-  Schweiz — Föderation der Motorradfahrer der Schweiz (FMS)

#### Restliches Europa
-  Andorra — Federacio Motociclista d’Andorra
-  Belarus — Belarusian Federation of Motorcycle Sport and Bicycle Motocross Sport
-  Belgien — Fédération Motocycliste de Belgique
-  Bosnien und Herzegowina — Bosanskohercegovački Auto-Moto Klub
-  Bulgarien — Българска Федерация Мотоциклетизъм
-  Kroatien — Hrvatski Motociklisticki Savez
-  Zypern — Κυπριακή Ομοσπονδία Μοτοσυκλέτας
-  Tschechien — Autoklub České republiky
-  Dänemark — Danmarks Motor Union
-  Estland — Eesti Mootorrattaspordi Föderatsioon
-  Finnland — Suomen Moottoriliitto r.y.
-  Frankreich — Fédération Française de Motocyclisme
-  Griechenland — Elliniki Leshi Periigiseon ke Aftokinitou|Ελληνική Λέσχη Αυτοκινήτου και Περιηγήσεων
-  Ungarn — Magyar Motorsport Szövetség
-  Island — Motorcycle and Snowmobile Sports Association of Iceland
-  Irland — Motor Cycle Union of Ireland (einschließlich Nordirland)
-  Italien — Federazione Motociclistica Italiana
-  Lettland — Latvijas Motosporta Federācija
-  Liechtenstein — Liechtensteiner Motorrad-Verband
-  Litauen — Lithuanian Motorcycle Sport Federation
-  Luxemburg — Motor Union du Grand Duché de Luxembourg
-  Monaco — Moto Club de Monaco
-  Montenegro — Auto-moto Savez Crne Gore
-  Niederlande — Koninklijke Nederlandse Motorrijders Vereniging
-  Norwegen — Norges Motorsportforbund
-  Polen — Polski Związek Motorowy
-  Russland — Motorcycle Federation of Russia
-  Slowakei — Slovenská Motocyklová Federácia
-  Slowenien — Avto-Moto Zveza Slovenije
-  Spanien — Real Federación Motoclista Española
-  Schweden — Svenska Motorcykel- och Snöskoterförbundet
-  Nordmazedonien — Avto Moto Sojuz na Makedonija
-  Vereinigtes Königreich — Auto-Cycle Union (ohne Nordirland)

### Afrika
- African Motorcycle Union (AMU)

-  Algerien — Fédération Algérienne des Sports Mécaniques
-  Elfenbeinküste — Fédération Ivoirienne de Sports Automobile et Motocyclisme
-  Ägypten — Automobile and Touring Club of Egypt
-  Marokko — Fédération Royale Marocaine de Motocyclisme
-  Namibia — Namibia Motor Sport Federation

### Asien
- Asian Motorcycle Union (UAM)

-  Bahrain — Bahrain Motor Federation
-  Volksrepublik China — 中国摩托车运动协会网
-  Hongkong — Hong Kong Automobile Association
-  Indien — The Federation of Motor Sports Clubs of India
-  Indonesien — Ikatan Motor Indonesia
-  Iran — Automobile & Motorcycle Federation of I.R. Iran
-  Israel — Automobile & Touring Club of Israel
-  Japan — Motorcycle Federation of Japan
-  Kasachstan — Automotorsport Federation of the Republic of Kazakhstan
-  Südkorea — Korea Motorcycle Federation
-  Kuwait — Kuwait International Automobile Club
-  Macau — Automovel Clube de Macau China
-  Malaysia — The Automobile Association of Malaysia
-  Mongolei — Mongolian Automobile Motorcycle Sport’s Federation
-  Taiwan — 中華賽車會

### Nordamerika
- North American Motorcycle Union (NAMU)

-  Kanada — Canadian Motorcycle Association
-  Costa Rica — Moto Club de Costa Rica
-  Kuba — Federación Cubana de Motociclismo
-  Dominikanische Republik — Federación Dominicana de Motociclismo
-  El Salvador — Federación Salvadoreña de Motociclismo
-  Guatemala — Federación Nacional de Motociclismo de Guatemala
-  Mexiko — Federación Mexicana de Motociclismo A.C.
-  Nicaragua — Unión Nicaraguense de Motociclismo
-  Panama — Unión Panameña de Motociclismo
-  Vereinigte Staaten — American Motorcyclist Association

### Südamerika
- Union Latino-Americana de Motociclismo (ULM)

-  Argentinien — Confederación Argentina de Motociclismo Deportivo
-  Bolivien — Federación Boliviana de Motociclismo
-  Brasilien — Confederaçao Brasileira de Motociclismo
-  Chile — Federación de Motociclismo de Chile
-  Kolumbien — Federación Colombiana de Motociclismo
-  Ecuador — Federación Ecuatoriana de Motociclismo
-  Paraguay — Federación Paraguaya de Motociclismo
-  Peru — Federación Peruana de Motociclismo
-  Uruguay — Federación Uruguaya de Motociclismo
-  Venezuela — Federación Motociclista Venezolana

### Ozeanien
- Oceania Motorcycle Union (UOM)

-  Australien — Motorcycling Australia
-  Guam — Guam Motorcycle and ATV Corporation
-  Neuseeland — Motorcycling New Zealand Inc

## Präsidenten
| Präsident                     | Zeitraum  |
| ----------------------------- | --------- |
| A. de Lahausse                | 1904–1905 |
| Joseph de Saint-Mars Mouzilly | 1905–1906 |
| Joseph de Saint-Mars Mouzilly | 1912      |
| Arthur Stanley                | 1912–1924 |
| Alberto Bonacossa             | 1924–1946 |
| Augustin Pérouse              | 1946–1947 |
| Marcel Haecker                | 1947–1951 |
| Augustin Pérouse              | 1951–1959 |
| Pieter Nortier                | 1959–1965 |
| Nicolas Rodil del Valle       | 1965–1983 |
| Nicolas Schmit                | 1983–1989 |
| Jos Vaessen                   | 1989–1995 |
| Francesco Zerbi               | 1995–2006 |
| Vito Ippolito                 | 2006–2018 |
| Jorge Viegas                  | seit 2018 |

Am 16. Oktober 2006 wählte der FIM-Weltkongress in Brasilien den ersten nicht-europäischen FIM-Präsident, Vito Ippolito aus Venezuela.